# Oded Fehr
Oded Fehr (in ebraico: עודד פהר; Tel Aviv-Yafo, 23 novembre 1970) è un attore e doppiatore israeliano.

## Biografia
Oded Fehr è nato il 23 novembre 1970, a Tel Aviv, in Israele, figlio di Gila (nata Lachman), un'infermiera, e Uri Fehr, un geofisico. Le famiglie dei suoi genitori erano ebree, e si erano trasferite in Israele dalla Germania e dai Paesi Bassi. Ha un fratello maggiore, una sorella e una sorellastra minore. 
Si è formato presso la Scuola Teatro Bristol Old Vic nel Regno Unito dopo aver frequentato una scuola di recitazione a Francoforte, in Germania. Ha prestato servizio nella Marina israeliana dal 1989 al 1992 e ha lavorato come agente della sicurezza per la El Al, compagnia aerea israeliana, nelle sedi in Germania.
L'attore parla fluentemente l'ebraico e l'inglese, mentre parla un po' di tedesco.
Fehr inizia ad apparire in televisione e al cinema in piccoli ruoli sul finire degni anni novanta. Interpreta personaggi minori nel film Kiss of Fire del 1998 e nella serie televisiva The Knock dello stesso anno. Successivamente viene notato dal regista Stephen Sommers che lo scrittura per la parte di Ardeth Bay nel film del 1999 La mummia, accanto a Brendan Fraser e Rachel Weisz. Il film ottiene un buon successo e fa conoscere Oded al pubblico internazionale, facendo decollare la sua carriera. Riprenderà questo ruolo anche nel sequel, La mummia - Il ritorno, diretto dallo stesso regista.
Grazie alla notorietà acquisita con questi due film, nel 2004 l'attore ottiene una parte in Resident Evil: Apocalypse, secondo capitolo cinematografico della saga di Resident Evil, che lo consacra definitivamente al successo. Riprenderà il ruolo anche in altri due film della serie, ossia Resident Evil: Extinction del 2007 e Resident Evil: Retribution del 2012.
Nel 2004 e nel 2005 ha preso parte alla settima stagione della serie televisiva Streghe nel ruolo del demone Zankou, mentre dal 2010 al 2013 ottiene il ruolo ricorrente di Eyal Lavin, agente del Mossad nella serie televisiva Covert Affairs.
Occasionalmente Fehr presta anche la voce a vari personaggi in alcune serie animate statunitensi, come Batman: The Brave and the Bold e Justice League. Nel 2016 entra a far parte del cast della sesta stagione di C'era una volta, interpretando il ruolo di Jafar andando a sostituire Naveen Andrews che interpretava il medesimo ruolo in C'era una volta nel Paese delle Meraviglie, perché impegnato nelle riprese della serie Sense8.
Dal 2020 al 2022 entra a far parte del cast della serie televisiva Star Trek: Discovery, sesta del franchise di Star Trek, a partire dalla terza stagione, impersonando l'ammiraglio a capo della Flotta Stellare del XXXII secolo Charles Vance. Nel 2024 affianca Rooney Mara nel film La cocina.

## Vita privata
Fehr è sposato con la produttrice Rhonda Tollefson, che ha incontrato e conosciuto a teatro durante un'opera a Los Angeles. Si sono sposati il 22 dicembre 2000. La coppia ha due figli.

## Filmografia

### Attore

#### Cinema
- La mummia (The Mummy), regia di Stephen Sommers (1999)
- Gigolò per sbaglio (Deuce Bigalow: Male Gigolò), regia di Mike Mitchell (1999)
- Bread and Roses, regia di Ken Loach (2000) – cameo
- Texas Rangers, regia di Steve Miner (2001)
- La mummia - Il ritorno (The Mummy Returns), regia di Stephen Sommers (2001)
- Resident Evil: Apocalypse, regia di Alexander Witt (2004)
- Dreamer - La strada per la vittoria (Dreamer: Inspired By a True Story), regia di John Gatins (2005)
- Deuce Bigalow - Puttano in saldo (Deuce Bigalow: European Gigolo), regia di Mike Bigelow (2005)
- Resident Evil: Extinction, regia di Russell Mulcahy (2007)
- The Betrayed, regia di Amanda Gusack (2008)
- Drool, regia di Nancy Kissam (2009)
- For the Love of Money, regia di Ellie Kanner-Zuckerman (2011)
- Super Hybrid, regia di Eric Valette (2011)
- Intrigo a Damasco (Inescapable), regia di Ruba Nadda (2012)
- Resident Evil: Retribution, regia di Paul W. S. Anderson (2012)
- White Chamber, regia di Paul Raschid (2018)
- Lair, regia di Adam Ethan Crow (2021)
- La cocina, regia di Alonso Ruizpalacios (2024)

#### Televisione
- Killer Net – miniserie TV (1998)
- The Knock – serie TV, episodio 4x02 (1999)
- Cleopatra – miniserie TV, 2 episodi (1999)
- Arabian Nights – miniserie TV (2000)
- UC: Undercover – serie TV, 13 episodi (2001-2002)
- Presidio Med – serie TV, 4 episodi (2002-2003)
- Streghe (Charmed) – serie TV, 7 episodi (2004-2005)
- Sleeper Cell – serie TV, 18 episodi (2005-2006)
- Burn Notice - Duro a morire (Burn Notice) – serie TV, episodio 2x05 (2008)
- Eleventh Hour – serie TV, episodio 1x05 (2008)
- Medium – serie TV, episodio 6x03 (2009)
- Covert Affairs – serie TV, 12 episodi (2010-2014)
- Three Rivers – serie TV, episodi 1x12-1x13 (2010)
- Law & Order: LA – serie TV, episodio 1x01 (2010)
- V – serie TV, episodi 2x04-2x05-2x06 (2011)
- Jane stilista per caso (Jane by Design) – serie TV, episodi 1x03-1x09-1x10 (2012)
- NCIS - Unità anticrimine (NCIS) – serie TV, episodi 10x12-10x21-10x22 (2013)
- Stitchers – serie TV, 7 episodi (2015-2016)
- The Blacklist – serie TV, 4 episodi (2015-2019)
- Quantico – serie TV, episodio 1x09 (2015)
- C'era una volta (Once Upon a Time) – serie TV, episodi 6x01-6x05-6x15 (2016-2017)
- 24: Legacy – serie TV, 5 episodi (2017)
- Le regole del delitto perfetto (How to Get Away with Murder) – serie TV, episodio 4x07 (2017)
- Quando gli eroi volano (בשבילה גיבורים עפים) – serie TV, 5 episodi (2018)
- The First – serie TV, 8 episodi (2018)
- Blood & Treasure – serie TV, 8 episodi (2019)
- Younger – serie TV, episodio 6x09 (2019)
- Star Trek: Discovery – serie TV, 16 episodi (2020-2022)
- FBI: Most Wanted – serie TV, episodio 3x01 (2021)
- FBI – serie TV, episodio 4x01 (2021)
- FBI: International – serie TV, episodio 1x01 (2021)

### Doppiatore
- Justice League – serie animata, 5 episodi (2003-2006)
- Champions of Norrath: Realms of EverQuest – videogioco (2005)
- American Dad! – serie animata, episodio 2x06 (2005)
- Scooby-Doo e la mummia maledetta (Scooby-Doo! in Where's My Mummy?), regia di Joe Sichta – film TV (2005)
- Batman: The Brave and the Bold – serie animata, 4 episodi (2009-2011)
- Young Justice – serie animata, 5 episodi (2011-2013)
- Kaijudo: Rise of the Duel Masters – serie animata, 33 episodi (2012-2013)
- Ultimate Spider-Man – serie animata, episodi 2x21-2x22 (2013)

## Doppiatori italiani
Nelle versioni in italiano delle opere in cui ha recitato, Oded Fehr è stato doppiato da:
- Pasquale Anselmo in Resident Evil: Apocalypse, Resident Evil: Extinction, Covert Affairs, Law & Order: LA, Resident Evil: Retribution, Le regole del delitto perfetto
- Francesco Prando in FBI: Most Wanted, FBI, FBI: International
- Stefano De Sando in La mummia, La mummia - Il ritorno
- Fabrizio Pucci in Streghe, Quantico
- Stefano Benassi in Stitchers, The First
- Luca Ward in Gigolò per sbaglio
- Riccardo Rossi in Deuce Bigalow - Puttano in saldo
- Sergio Lucchetti in Sleeper Cell
- Massimo Corvo in V
- Massimo Bitossi in NCIS - Unità anticrimine
- Massimo De Ambrosis in The Blacklist
- Alberto Angrisano in C'era una volta
- Enrico Di Troia in 24: Legacy
- Alberto Bognanni in Blood & Treasure
- Roberto Chevalier in The Betrayed
- Luca Biagini in Star Trek: Discovery

Da doppiatore è stato sostituito da:
- Gabriele Lopez in American Dad